# サイアー・レコード
サイアー・レコード（Sire Records）は、ワーナー・ミュージック・グループが保有するアメリカ合衆国のレコードレーベルであり、ワーナー・レコードによって流通されている。

## 歴史

### 創設
レーベルは、新会社に1万ドル以上を出資したシーモア・スタインとリチャード・ゴッテラーが手掛けるサイアー・プロダクションによって1966年に創設された。1968年には最初のリリースを行い、ロンドンレコードによって配給された。創設当初から、サイアー・レコードはイギリスのアンダーグラウンドのプログレッシブ・ロック・バンドをアメリカの市場に紹介した。初期のリリースには、クライマックス・ブルース・バンド、バークレイ・ジェイムス・ハーヴェスト、トゥモロウ、ザ・デヴィアンツ等がいた。1970年から1971年まではポリドール・レコードによって販売が行われ、この時期に現在のロゴが作られた。1972年から1974年まではフェイマス・ミュージックによって販売が行われ、1972年にフォーカスの「Hocus Pocus」がチャート入りした。1970年代には、サイアー・レコードは3巻の『History Of British Rock』等を含む多くのコンピレーションLPをリリースし、タートルズ、デュアン・エディ、スモール・フェイセス、デル・シャノンらのアーティストを売り出した。ABCレコードは1974年にフェイマス・ミュージックと契約し、サイアー・レコードの配給を引き継いだ。1977年にはクライマックス・ブルース・バンドがヒット曲「Couldn't Get It Right」でトップ40入りを果たした。また同年には、スタインがシャングリラスを再結成させたが、契約は見送られた。

### ワーナーによる買収
1970年代後半、サイアー・レコードは独立レコードレーベルとして成功を収め、ラモーンズ、デッド・ボーイズ、トーキング・ヘッズ等、急成長するパンク・ロックやニュー・ウェイヴのアーティストと契約を結んだ。サイアー・レコードは1977年に配給先をワーナー・ブラザース・レコードに変更し、1978年にはワーナー・ブラザース・レコードの傘下に入った。1980年代にサイアー・レコードは北アメリカのマドンナ、アイス-T、デペッシュ・モード、エコー&ザ・バニーメン、プリテンダーズ、ザ・キュアー等と契約を結び、主流となった。1990年代にもシール、k.d.ラング、トミー・ペイジ、ミニストリーらを擁し、成功を続けた。
1994年、サイアー・レコードは配給先をワーナー・ブラザース・レコードから姉妹レーベルのエレクトラ・レコードに変更した。スタインはエレクトラの新しいCEOであるシルヴィア・ローンから会長への就任の打診を受けたが、サイアーは2000年にエレクトラを離れ、アメリカ支社のロンドンレコードと合併してLondon-Sire Recordsを設立した。この協力関係は2003年4月に解消して社名はサイアー・レコードに戻り、配給先もワーナー・ブラザース・レコードに戻った。
2009年、サイアー・レコードのウェブサイトに掲載されていたオフィシャル・ミュージックビデオが、ワーナー・ミュージック・グループからの著作権に関する苦情によって削除された。これは、2008年12月にワーナー・ミュージック・グループとYouTubeの間のロイヤリティについての交渉が決裂したことを受けたものだった。2009年9月に合意が成立してビデオは復活したものの、自身のサイトに埋め込むことはできなくなり、ユーザーはYouTubeのサイトからワーナー・ミュージック・グループのビデオを見なければならなくなった。

## 現在の主な所属アーティスト
- HIM
- ジャックス・マネキン
- メイレイ
- レジーナ・スペクター
- ザ・メイン
- ザ・ヴェロニカズ